# Cour Bérard
Cour Bérard är en återvändsgata i Quartier de l'Arsenal i Paris 4:e arrondissement. Cour Bérard, som börjar vid Impasse Guéménée 8, är uppkallad efter en viss monsieur Bérard, en fastighetsägare i grannskapet.

## Omgivningar
- Saint-Paul-Saint-Louis
- Saint-Denys-du-Saint-Sacrement
- Jardin Arnaud Beltrame
- Place des Vosges
- Place de la Bastille
- Opéra Bastille
- Impasse Guéménée

## Bilder
| - Saint-Paul-Saint-Louis. - Saint-Denys-du-Saint-Sacrement. - Place de la Bastille. - Impasse Guéménée. |

## Kommunikationer
- Tunnelbana – linjerna    – Bastille
- Busshållplats Birague – Paris bussnät, linjerna 29 76 N11 N16

### Webbkällor
- ”Cour Bérard”. Mairie de Paris. http://www.v2asp.paris.fr/commun/v2asp/v2/nomenclature_voies/Voieactu/0868.nom.htm. Läst 22 april 2021.
- ”Cour Bérard”. Les rues de Paris. https://www.parisrues.com/rues04/paris-04-cour-berard.html. Läst 22 april 2021.